# Pweto
Pweto ist eine 918 m hoch gelegene Stadt mit 20.000 Einwohnern (2006) am Nordwestufer des Mwerusees in der Provinz Haut-Katanga im Südosten der Demokratischen Republik Kongo.
Pweto lebt durch die Lage am Mwerusee größtenteils von der Fischerei. Mit UN-Mitteln wurde 2004 ein Markt gebaut, aber die entscheidenden Handelsplätze sind Nchelenge und Kashikishi in Sambia. Eine weitere Erwerbsquelle ist die Landwirtschaft. Die Häuser sind aus einem soliden Bambusgerüst gebaut und mit Gras gedeckt. Es gibt keine Trinkwasserversorgung und keinen Strom.
Nach Westen erhebt sich das Mitumba-Gebirge, das wie ein mächtiger Riegel zwischen See und Kongobecken liegt. Direkt vor dem Ort ist der Ausfluss des Luvua. Nach Norden und Osten breitet sich eine fruchtbare Ebene aus, die jedoch weitgehend zu Sambia gehört.
Noch 2006 dominieren Flüchtlinge die Stadt; 10.000 von ihnen werden hier von UNHCR versorgt.

## Töchter und Söhne der Stadt
- André Ilunga Kaseba (1930–1988), römisch-katholischer Geistlicher, Bischof von Kalemie-Kirungu
- Augustin Katumba Mwanke (1963–2012), Politiker